# Maymana
Maymana (segons l'IEC, Maimanà) (en persa, ميمنه [Meymaneh] o ميمنه [Maymanah]; en paixtu, ميمنه [Maymanah]) és una ciutat de l'Afganistan, capital de la província de Faryab i del districte de Maymana, situada a 35° 56′ N, 64° 45′ E / 35.933°N,64.750°E a 877 metres d'altura a l'antic llit del riu Qeysar. La població al segle xix s'estimava entre quinze mil i divuit mil persones, la majoria uzbeks. El 1958 s'estimava en 30.000, i al cens de [1978] era de 38.250, i al de 1982 de 56.973. La població el 2004 Maymana és de 75.900 habitants.

## Economia
És una zona agrícola de bon rendiment aprofitant el reg del riu Qeysar. A Karakul es fa el comerç de bestiar de manera important amb els nòmades. Des dels anys setanta la indústria del cotó es va desenvolupar a la ciutat. Maymana és mercat de pell, seda, estores, blat, civada, melons i raïms.
Hi ha un aeroport a uns 3 km a l'oest en una vall rodejada de muntanyes de fins a 3.700 metres, amb pista de grava.

## Clima
|                   | Gen | Feb | Mar | Abr | Mai | Jun | Jul | Ago | Set | Oct | Nov | Des |
| ----------------- | --- | --- | --- | --- | --- | --- | --- | --- | --- | --- | --- | --- |
| Temperatura (°C)  | 2   | 4   | 8   | 15  | 20  | 26  | 28  | 25  | 21  | 15  | 9   | 5   |
| Precipitació (mm) | 50  | 60  | 82  | 60  | 26  | 1   | 0   | 0   | 0   | 10  | 21  | 45  |
| sol (hores/dia)   | 4   | 4   | 6   | 7   | 10  | 12  | 12  | 11  | 10  | 8   | 5   | 4   |

## Història
La ciutadella dataria de l'edat del ferro; material ceràmics del Neolític s'han trobat a una cova propera anomenada Bilchiragh amb objectes entre el Paleolític i el Neolític (edat del bronze). Ptolemeu esmenta una Nisaia a Margiana. El Vendidad esmenta una Niyasa i la geografia armènia de vers el segle VIII esmenta Nsai-mianak del persa Nisak-i-Mianak (Nisa Mitjana). Els musulmans l'esmenten a partir del segle VIII com al-Yahudiyya. Al segle ix tenia una comunitat jueva important i una gran mesquita i al segle x era la residència d'un malik que governava Guzganan o Guzgan o Faryab. Vegeu dinastia farighúnida.
Vers el 1011 el principat fou annexionat als dominis gaznèvides. Va passar als gúrides, corasmis i mongols i fou part del kanat de Txagatai. El nom de Maymand (que voldria dir "Vila afortunada" apareix al segle xiii o després i la vila de Maymand de la que eren originaris la família del visir gaznèvida Ahmad ibn Hasan Maymandi, estava al Zabulistan en un lloc no identificat proper a Gazni. El nom Maymama hauria esdevingut habitual sel segle xiv.
Al segle xvi va estar en mans dels uzbeks shibànides. El 1752 el territori fou conquerit per Ahmad Shah Durrani de Kabul que va nomenar governador a un soldat de fortuna de nom Haji Khan, governador de Balkh, amb la condició que havia de proveir un contingent de tropes. Haji va designar a un parent per governar Maimana. A la seva mort, la data de la qual no es coneix, el territori de Maimana va passar al seu fill Jan Khan que fou enderrocat del poder a Balkh el 1786 refugiant-se a Maimana on va morir el 1790. Els seus fills es van disputar l'herència i un d'ells fou cegat i un altre va morir a les lluites; el més jove, Ahmad Khan, va governar del 1798 fins al 1810. Va acabar el segle xviii com un dels kanats uzbeks semi-independent junt amb els kanats de Sar-i Pol, Shibarghan i Andkhuy, que giraven a l'òrbita de Bukharà 
Va morir durant una revolta i el va succeir el seu fill gran Mihrab Khan, que va haver de fugir buscant refugi a la tomba del xerif prop de Balkh i el seu cosí Allah Yar Khan es va apoderar del tron i va governar fins al 1826 quan ca morir del còlera. Llavors va poder tornar Mihrab Khan que va ocupar el poder per un temps fins que fou enverinat per una de les seves esposes vers 1845. Els dos fills Ukmet Khan (Hikmat Khan) i Shir Khan, es van disputar la successió. Inicialment el primer tenia més dret com a germà gran però preferia el vi i els negocis i va acabar abandonant el poder al seu germà, però els seus partidaris no li ho van permetre; la guerra va portar molta misèria i l'emir d'Herat Yar Muhammad (1842-1851), que era el sobirà nominal superior, va fer de mediador i finalment es va acordar que Hikmat governaria sobre mercaders i pagesos, i Dhir Khan residiria a la ciutadella i governaria als ciutadans i l'exèrcit, cosa que donava el virtual control de l'estat a Shir Khan. Yar Muhammad va exercir un cert control sobre Maimana fins al 1851 però després va retornar a ser independent. El 1853 Hikmat fou assassinat per un germà de nom Yakub Mirza que el va tirar de dalt baixa de les muralles. Yakub governava quan l'orientalista hongarès Vambery va passar per Maimana el 1863. Tenia un nebot de nom Husayn Khan que sembla que havia estat proclamat sobirà nominal, però no tenia cap poder, el qual exercia Yakub com a visir. Vers el 1854 l'emir de Bukharà va enviar al kan un subsidi de 10.000 tiles i li va demanar unir les seves forces a les de Bukharà contra els afganesos que li disputaven la possessió de Maymana. Husayn no va esperar reunir-se amb les forces bukharianes, va actuar pel seu compte i va ocupar algunes viles menors.
El 1863, quan hi va estar Vambery, Husayn preparava una nova campanya. Vambery diu que Maymana tenia 1500 cases (10.000 habitants) i el bazar estava en ruïnes. Yakub hauria mort entre 1864 i 1873. El 1873 l'acord anglo-rus va deixar Maymana dins l'esfera d'influència de l'Afganistan junt amb els altres tres kanats de Sar-i Pol, Shibarghan i Andkhuy. El 1883-1884 l'emir de l'Afganistan va enviar un exèrcit i el kan Dilawar Khan es va rendir i fou enviat a Kabul; l'emir va nomenar un membre de la família reial (Husayn Khan, que havia estat enderrocat per Dilawar) com a wali (governador) amb poders limitats, amb un resident afganès (Kemal Khan) que era qui tenia el poder efectiu; el 1892 les tribus i els habitants de Maymana es van revoltar però foren derrotats fàcilment; el wali Husayn fou destituït i Maymana establerta com a província ordinària. Maymana fou destruïda i només un petit percentatge de la població va poder restar a la ciutat que en bona part estava en ruïnes al segle xx. La reconstrucció es va iniciar el 1934 i el 1949 la part occidental de la vella ciutat fou renovada i la vella ciutadella convertida en parc. Després del període comunista, va caure en poder dels guerrillers islàmics i finalment de la seva branca més extremista, els talibans fins que foren eliminats per l'ocupació americana. Un equip anomenat de reconstrucció, dirigit per Noruega i amb forces finlandeses i letones, es va encarregar de la província.

## Kans de Maymana
- 1747 - 17?? Haji Khan
- 17?? - 1790 Jan Khan
- 1790 - 179? Fill gran de Jan Khan (nom desconegut)
- 179? - 1798 Germà de l'anterior (nom desconegut)
- 1798 - 1810 Ahmad Khan
- 1810 Mihrab Khan
- 1810 - 1826 Allah Yar
- 1826 - 1845 Mihrab Khan
- 1845 - 1853 Hikmat Khan (1848 a 1853 sobre comerciants i pagesos)
- 1848 - 1853 Shir Khan
- 1853 Yakub Mirza
- 1853 - 1876 Husayn Khan (primera vegada)
- 1876 - 1884 Dilawar Khan
- 1884 - 1892 Husayn Khan (governador)
- 1884 - 1892 Kemal Khan (resident)